# جون كلاين (لاعب كرة قدم)
جون كلاين (بالإنجليزية: John Klein)‏ (10 أبريل 1965 في الولايات المتحدة - ) هو مدرب كرة قدم ولاعب كرة قدم أمريكي في مركز الوسط. لعب مع Colorado Foxes ‏ وWashington Stars ‏ وميامي فريدوم ‏ وكنساس سيتي كومتس ‏ وSaint Louis Billikens men's soccer ‏ وSt. Louis Ambush (1992–2000) ‏ وSt. Louis Kutis S.C. ‏ وسانت لويس ستورم ‏.